# موقعة الجمل (مصر)
موقعة الجمل هي هجوم بالجمال والبغال والخيول يشبه معارك العصور الوسطى في يوم 2 فبراير 2011 للانقضاض على المتظاهرين في ميدان التحرير في القاهرة أثناء ثورة 25 يناير وذلك لإرغامهم على إخلاء الميدان حيث كانوا يعتصمون. وكان من بين المهاجمين مجرمون خطرون تم إخراجهم من السجون للتخريب ولمهاجمة المتظاهرين، ويطلق عليهم اسم البلطجية.

## أسباب المعركة
اتهمت التقارير الأولية للجنة تقصي الحقائق، النظام الحاكم بأنه أراد السيطرة على ميدان التحرير وإرغام المتظاهرين المعتصمين فيه على مغادرته. لكن في يوم 10 أكتوبر 2012 حكمت المحكمة ببراءة جميع المتهمين.

## المخططون للمعركة
كشفت التقارير الأولية للجنة تقصي الحقائق أن النائب عبد الناصر الجابري عضو مجلس الشعب السابق عن دائرة الهرم ومساعده يوسف خطاب عضو مجلس الشورى عن الدائرة ذاتها قاموا بالتحريض على قتل المتظاهرين في يوم موقعة الجمل لإخراج المتظاهرين من ميدان التحرير بالقوة. كما اتهم أيضاً الأمين العام السابق للحزب الوطني صفوت الشريف بالتحريض للهجوم على المتظاهرين.
إلا أن دائرة الاتهام قد اتسعت، وشملت العديد من رموز النظام السابق من وزراء وغيرهم، مثل عائشة عبد الهادي وزيرة القوى العاملة السابقة، وحسين مجاور رئيس اتحاد العمال، ورجل الأعمال وعضو الهيئة العليا للحزب الوطني الديمقراطي إبراهيم كامل. حتى بعض من كان يعارضو عددا من رموز النظام بشكل أو بآخر شملهم كذلك الاتهام، وهو المستشار مرتضى منصور الذي أدعى بأن اتهام كهذا «مكيدة له»، كونه نوى ترشيح نفسه لانتخابات الرئاسة القادمة في مصر.

## أحداث المعركة
قام عدد من البلطجية بالهجوم على المتظاهرين في ميدان التحرير إبان اعتصامهم للمطالبة برحيل نظام حسني مبارك. قام البلطجية بالهجوم على المتظاهرين بالحجارة والعصي والسكاكين وقنابل الملوتوف. وامتطى رجال آخرون من البلطجية الجمال والبغال والخيول وهجموا بها على المتظاهرين وهم يلوحون بالسيوف والعصي والسياط، فسقط الكثيرون جرحى وبعضهم قتلى. وتجددت الاشتباكات مرة أخرى في اليوم التالي 3 فبراير بين البلطجية والمتظاهرين العزل مما أدى إلى سقوط بعض القتلى بالرصاص الحي ومئات الجرحى.

## النتائج المترتبة
كسب المتظاهرون تعاطف الكثير من المصريين بعد موقعة الجمل، ونزل الكثيرون لتأييد المطالب، وكذلك المشاركة في الاعتصام.

## الضحايا
سقط 11 قتيلاً من المتظاهرين و2000 جريح على الأقل.

## ردود الفعل
- أدان كل من الأمم المتحدة وزعماء فرنسا وألمانيا وبريطانيا وإيطاليا وإسبانيا الحادث.
- قال أيمن نور أنه سيلاحق النظام المصري دولياً لارتكابه جرائم ضد الإنسانية.
- مواطنون ضد الغلاء: قالت أن دماء الشهداء طهرت مصر من الخنوع.
- حزب الوفد: رفض التحاور مع نائب الرئيس عمر سليمان تنديداً بما جرى.

## في الثقافة الشعبية
- بعد الموقعة، فيلم، إخراج يسري نصر الله